# Viktor Hötter
Willi „Viktor“ Hötter (* 11. September 1894 in Wambel; † 10. Juli 1917) war ein deutscher Kurzstreckenläufer.
Er wuchs in Schwerte auf, wo er Mitglied im Schwerter Sport Club 06 wurde. Bei Ausbruch des Ersten Weltkriegs galt er als schnellster Mann Deutschlands, und seine am 14. Juni 1914 in Münster erzielte Zeit von 10,4 s über 100 Meter war sogar schneller als der erste offizielle Weltrekord des US-Amerikaners Donald Lippincott, der 1912 10,6 s für diese Strecke benötigte.
Er war Träger des Eisernen Kreuzes 1. und 2. Klasse.

## Quelle
- Historie der SSV06 (PDF; 97 kB), Seite 4, abgerufen am 3. Januar 2012

| Personendaten    | Personendaten                 |
| ---------------- | ----------------------------- |
| NAME             | Hötter, Viktor                |
| ALTERNATIVNAMEN  | Hötter, Willi                 |
| KURZBESCHREIBUNG | deutscher Kurzstreckenläufer  |
| GEBURTSDATUM     | 11. September 1894            |
| GEBURTSORT       | Wambel, Deutsches Kaiserreich |
| STERBEDATUM      | 10. Juli 1917                 |